# Пилипецкий, Николай Фёдорович
Николай Фёдорович Пилипецкий (род. 15 сентября 1931 года) — советский и российский учёный в области физики.

## Биография
Окончил Благовещенское речное училище (1952). В 1952—1955 гг. диспетчер в Ленском речном пароходстве.
Окончил физический факультет МГУ (1962) и его аспирантуру (1965).
С 1965 г. в Институте проблем механики РАН, руководитель группы, с 1971 г. заведующий лабораторией.
Кандидат физико-математических наук (1971, тема диссертации «Световое разрушение прозрачных диэлектриков»).

## Научные интересы
В 1965 году совместно с А. Р. Рустамовым впервые наблюдал предсказанное советским физиком-теоретиком Г. А. Аскарьяном в 1961 году явление самофокусировки света.

## Награды и премии
- Ленинская премия (в составе коллектива Аскарьян, Гурген Ашотович, ст. н. с., Луговой, Владимир Николаевич, ведущий н. с., Коробкин, Владлен Васильевич, зав. отделом ИОФАН; Таланов, Владимир Ильич, зав. отделом ИПФАН; Пилипецкий, Николай Фёдорович, зав. лабораторией ИПМех АН; Сухоруков, Анатолий Петрович, зав. отделением МГУ имени М. В. Ломоносова) — за открытие и исследование эффектов самофокусировки волновых пучков.